# 대전관저초등학교
대전관저초등학교는 대한민국 대전광역시 서구 관저동에 있는 공립 초등학교이다.

## 학교 연혁
- 1997.10.02. 대전관저초등학교 개교(29학급)
- 2005.03.01. 대전원앙초등학교 분리(62학급 → 33학급)
- 2009.03.01. 대전광역시교육청 지정 발명교육 연구학교 운영
- 2013.03.01. 대전광역시교육청 지정 표준화교육 시범학교 운영
- 2014.02.27. 제17회 졸업장 수여식(졸업생 수 111명, 총 4,048명)
- 2014.03.01. 25학급 편성, 유치원 4학급
- 2015.02.13. 제18회 졸업장 수여식(졸업생 수 95명, 총 4,143명)
- 2015.03.01. 25학급 편성, 유치원 4학급

## 참고 자료
- 대전관저초등학교 - 한국교육학술정보원 학교알리미